# 亚罗波尔克·罗曼诺维奇

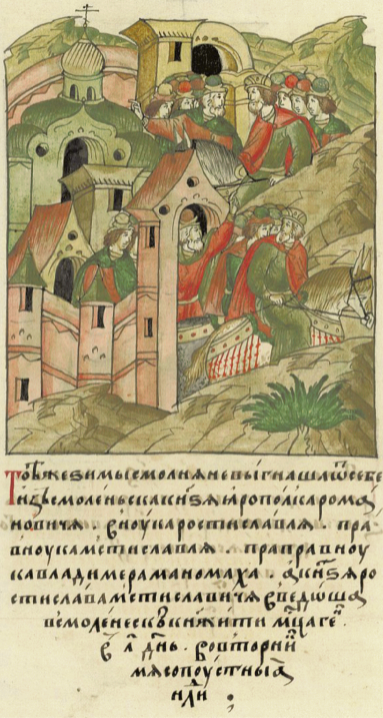

亚罗波尔克·罗曼诺维奇 Яропо́лк Романович（?—?，活动时期12世纪末叶）古罗斯王公，斯摩棱斯克王公（1172年~1174年在位）。
亚罗波尔克·罗曼诺维奇为诺夫哥罗德-谢韦尔斯基王公罗曼·罗斯季斯拉维奇之子。1172年（或1171年），罗曼·罗斯季斯拉维奇在王公混战中夺取了基辅大公的公位；他随即派亚罗波尔克去统治斯摩棱斯克。但是，看来亚罗波尔克受到当地人民的反对。两年之后，亚罗波尔克就被斯摩棱斯克人驱逐，其叔叔姆斯季斯拉夫·罗斯季斯拉维奇王公取代了他的公位。此后，亚罗波尔克·罗曼诺维奇的名字不再见于编年史记载。
| 前任： 罗曼·姆斯季斯拉维奇 | 斯摩棱斯克王公 1172~1174 | 繼任： 姆斯季斯拉夫·罗斯季斯拉维奇 |